# Vainica Doble
Vainica Doble est un groupe de pop espagnol. Le groupe, irrégulièrement actif entre 1971 et 2000, est formé par Gloria van Aerssen (1932-2015) et Carmen Santonja (1934-2000), et a considérablement inspiré la scène indie pop espagnole.
Bien qu'ayant développé une activité artistique hors des grands labels, à la fin des années 1960 - dix des morceaux et son attitude attirent l'attention de plusieurs musiciens indépendants qui, avec le temps, formeront la « nouvelle vague » de la musique espagnole, comme Carlos Berlanga et Fernando Márquez, en particulier, et des groupes comme Le Mans, La Buena Vida, Nosoträsh et Family.

## Biographie
Carmen Santonja et Gloria van Aerssen commencent à collaborer musicalement en 1966. Plus tard, elles débutent anonymement dans un film, intitulé Carola de día, Carola de noche, de Marisol, sorti en 1969. Grâce à Enrique de las Casas, directeur de Televisión Española, ils entrent en contact avec le groupe Music Son et apportent quelques chansons à leur répertoire, comme Lágrimas de cocodrilo, qui est diffusé à la télévision.
Le duo est ensuite chargé de composer une symphonie et plusieurs chansons pour la série Fábulas, projet de Jaime de Armiñán. Cela les amène à collaborer avec des musiciens et ingénieurs-son et de façonner leur premier travail professionnel. Ils entrent en contact avec Pepe Nieto, producteur du groupe Nuevos Horizontes, avec qui Carmen et Gloria contribuent sur quatre morceaux : El Afinador de cítaras, Las Cuatro estaciones, Mi mosca favorita et Mi churumbel. Dans le même temps, ils composent de nouveaux singles, et rencontrent le réalisateur Iván Zulueta, et préparant trois morceaux pour son film Un, dos, tres, al escondite inglés,.
Après cette expérience, Nieto propose d'enregistrer un single sous son propre nom. À partir d'une longue liste de noms, ils choisissent finalement de s'appeler Vainica Doble. Le single, enregistré avec le label Columbia, comprend les chansons La Bruja et Un metro cuadrado, qui, beaucoup d'années plus tard, seront reprise par Los Planetas. Le single passe inaperçu chez le grand public, mais un petit groupe de fans le reçoit avec enthousiasme. Ensuite, ils collaborent à une nouvelle saison de Fábulas, accompagnée d'un groupe appelé Tickets (d'où émergera le groupe Asphalt), qui inclut dans son premier single un morceau de Vainica Doble intitulé El rigor de las desdichas.
À la fin de leur contrat avec Columbia, et par l'intermédiaire de Pepe Nieto, ils contactent Manolo Diaz, dirigeant du label indépendant Ópalo. De nouveau avec Tickets, ils enregistrent un single intitulé Refranes, un morceau qui est à nouveau utilisée pour une série télévisée. En 1971, ils enregistrent finalement leur premier album, Vainica Doble, produit par Manolo Díaz. Il comprend de sujets comme l'histoire d'un dragon extraterrestre qui entre en contact, traumatisant, avec l'espèce humaine (Guru Zakun Kin Kon). Une fois l'album terminé, leur label se doit faire face à des problèmes de censure envers le morceau Quién le pone el cascabel al gato.
En 1972, ils enregistrent un album spécial Noël, qui contient deux morceaux dans lesquels Aguaviva collabore : Oh Jesús et Evangelio según San Lucas. Ce sera le dernier album de Vainica Doble distribué par Ópalo. Après la fermeture du label, ils signent avec Ariola, et y éditent Heliotropo, un album plus élaboré en matière de production, avec des arrangements orchestraux et la direction artistique de Pepe Nieto. Cet album comprend des classiques du groupe tels que Habanera del primera amor et Elegia al jardín de mi grandma. Avec cet album, ils interprètent quelques-unes de leurs rares représentations au Maroc. Ils composent l'adaptation de la série télévisée Tres eran tres, et jouent dans le programme pour enfants HHoy también es fiesta. 
Carmen Santonja décède à Madrid le 23 juillet 2000 à l'âge de 66 ans, et Gloria van Aerssen à l'hôpital de Cercedilla, le 22 octobre 2015, à 83 ans.

## Discographie
- 1971 : Vainica Doble
- 1973 : Heliotropo
- 1976 : Contracorriente
- 1980 : El eslabón perdido
- 1981 : El tigre del Guadarrama'
- 1984 : Taquicardia
- 1991 : 1970
- 1997 : Carbono 14
- 1971 : Coser y cantar
- 1999 : Miss labores
- 2000 : En familia